# Las putas melancólicas
Las putas melancólicas – album zespołu Świetliki, nagrany z udziałem aktora Bogusława Lindy, wydany w 2005 roku. Oprócz piosenek z tekstami Marcina Świetlickiego, na albumie znalazły się dwa utwory z tekstami Tomasza Radziszewskiego, gitarzysty zespołu, a jeden z liryką Adama Mickiewicza. Na płycie znalazł się też jeden cover, "Czwartek" - w oryginale "Thursday", nagrany przez amerykańską grupę Morphine.
Po dużym sukcesie płyty, na której znalazła się dobrze rozpoznawalna "Filandia", wytwórnia zdecydowała się na wydanie nowej, poszerzonej wersji albumu - Las putas melancólicas y exlusivas, wzbogaconej drugą płytą CD z archiwalnymi nagraniami zespołu, pochodzącymi np. z próbnych sesji.

## Lista utworów
1. "Popatrzcie (1)" (M. Świetlicki / G. Dyduch, A. Gasik, M. Piotrowicz, A. Radziszewski)
2. "Znowu się kłócą" (T. Radziszewski / trad.)
3. "Las putas" (M. Świetlicki / G. Dyduch, A. Gasik, M. Piotrowicz, A. Radziszewski)
4. "Filandia" (M. Świetlicki / G. Dyduch, A. Gasik, M. Piotrowicz, A. Radziszewski)
5. "Niebieskie" (M. Świetlicki / G. Dyduch, A. Gasik, M. Piotrowicz, A. Radziszewski)
6. "Czwartek" (M. Sandman, J. Deupree, D. Coley / sł. pol. M. Świetlicki)
7. "Delikatnienie" (M. Świetlicki / G. Dyduch, A. Gasik, M. Piotrowicz, A. Radziszewski)
8. "Opluty" (M. Świetlicki / G. Dyduch, A. Gasik, M. Piotrowicz, A. Radziszewski)
9. "D#" (M. Świetlicki / G. Dyduch, A. Gasik, M. Piotrowicz, A. Radziszewski)
10. "Ziemnioki" (M. Świetlicki / G. Dyduch, A. Gasik, M. Piotrowicz, A. Radziszewski)
11. "Ochroniarz" (M. Świetlicki / G. Dyduch, A. Gasik, M. Piotrowicz, A. Radziszewski)
12. "Lalka Tadzika" (M. Świetlicki / G. Dyduch, A. Gasik, M. Piotrowicz, A. Radziszewski)
13. "Gigli gigli" (T. Miciński, B. Linda, M. Świetlicki / G. Dyduch, A. Gasik, M. Piotrowicz, A. Radziszewski)
14. "K" (M. Świetlicki / G. Dyduch, A. Gasik, M. Piotrowicz, A. Radziszewski)
15. "Bóstrelę" (T. Radziszewski)
16. "Melancolica" (M. Świetlicki / G. Dyduch, A. Gasik, M. Piotrowicz, A. Radziszewski)
17. "Jowejek" (M. Świetlicki / G. Dyduch, A. Gasik, M. Piotrowicz, A. Radziszewski)
18. "Incipit" (A. Mickiewicz / G. Dyduch, A. Gasik, M. Piotrowicz, A. Radziszewski)
19. "Popatrzcie (2)" (M. Świetlicki / G. Dyduch, A. Gasik, M. Piotrowicz, A. Radziszewski)

## Wykonawcy
- Marcin Świetlicki – śpiew
- Bogusław Linda – śpiew
- Grzegorz Dyduch – gitara basowa, kontrabas
- Artur Gasik – gitara elektryczna instrumenty klawiszowe
- Tomasz Radziszewski – gitara elektryczna, głosy
- Marek Piotrowicz – perkusja, głosy

oraz gościnnie (w wybranych utworach):
- Antoni Gralak – trąbka, tuba
- Jacek Hołubowski – akordeon
- Jarosław Smak – instrumenty klawiszowe
- Filip Jaślar – skrzypce
- Michał Sikorski – skrzypce
- Paweł Kowaluk – altówka
- Bolesław Błaszczyk – wiolonczela
- Wojciech Frankowicz – puzon
- Szymon Kamykowski – saksofon
- Kuba Puch – trąbka